# Гвелеті (Душетський муніципалітет)
Гвелеті (груз. გველეთი) — село в Грузії.
За даними перепису населення 2014 року в селі проживає 3 осіб.